# Tetramorium dumezi
Tetramorium dumezi is een mierensoort uit de onderfamilie van de Myrmicinae. De wetenschappelijke naam van de soort is voor het eerst geldig gepubliceerd in 1942 door Menozzi.